# 12694 Schleiermacher
12694 Schleiermacher este un asteroid din centura principală de asteroizi.

## Descriere
12694 Schleiermacher din a fost descoperit pe 7 martie 1989 la Tautenburg de Freimut Börngen. Asteroidul prezintă o orbită caracterizată de o semiaxă mare de 3,26 ua, o excentricitate de 0,08 și o înclinație de 0,5° în raport cu ecliptica.